# Ariens (entreprise)
Pour les articles homonymes, voir Ariens.
La Ariens Company, stylisée en AriensCo, est une entreprise de machinerie américaine basée à Brillion, dans le Wisconsin. Fondée en 1933, elle est spécialisée dans les souffleuses à neige, tondeuzes à gazon et autres petites machines pilotées. 

## Histoire

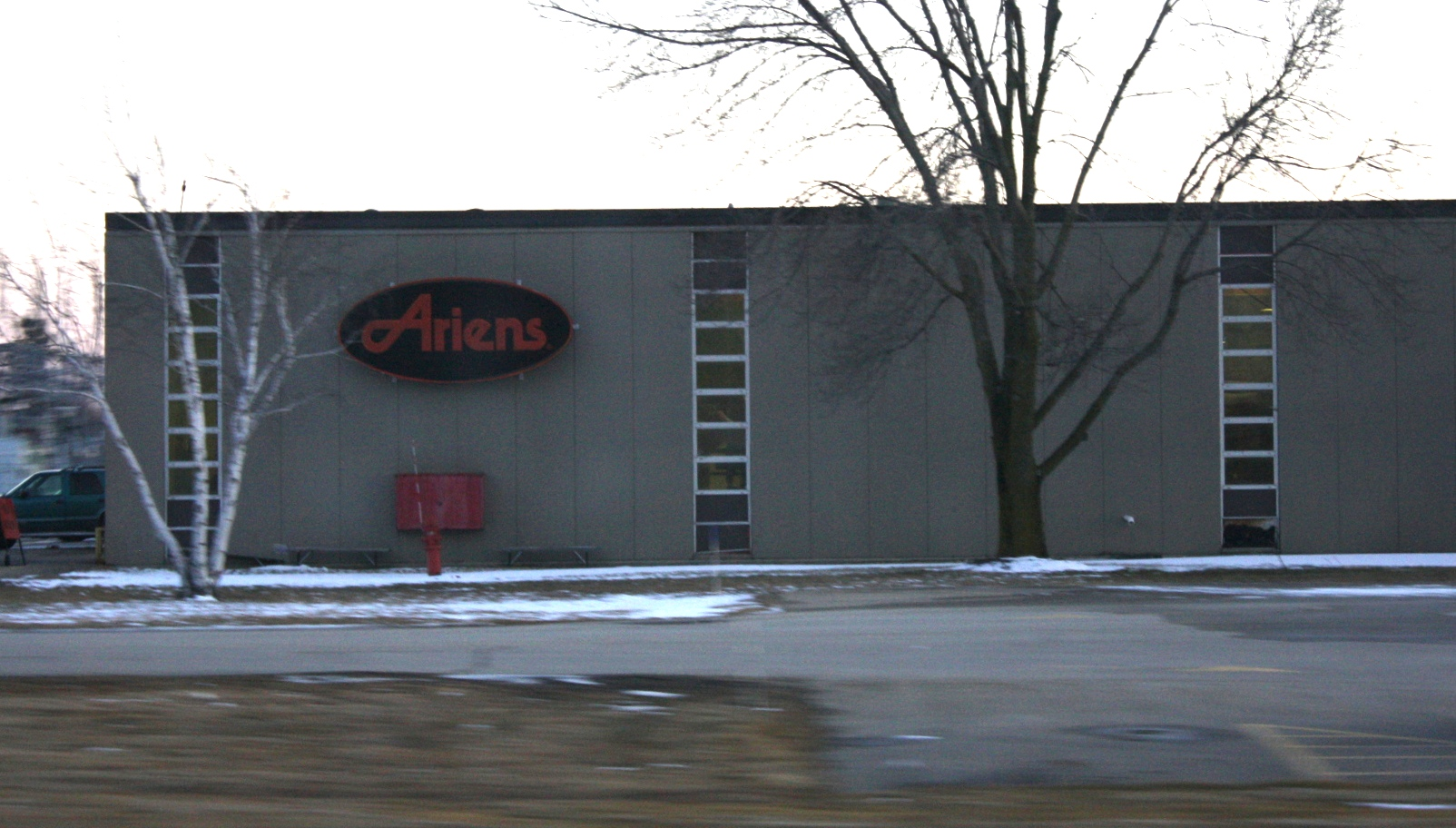
Usine à Brillion.

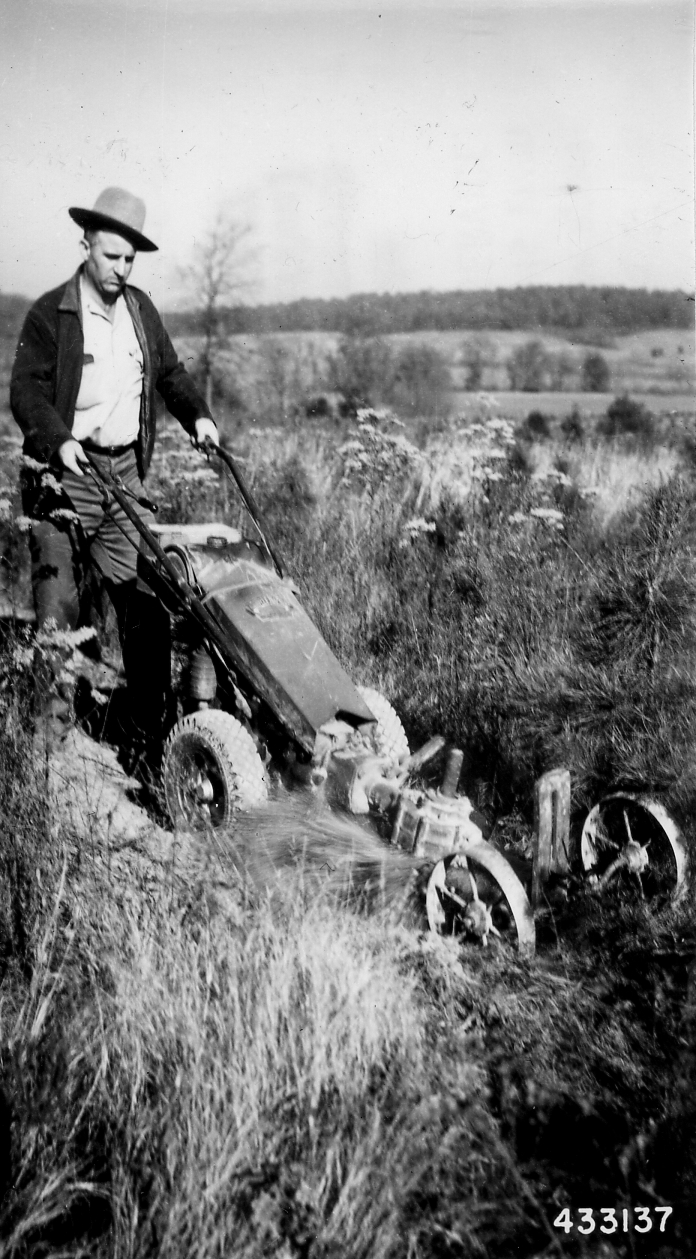
Tracteur Gravely de 1944, manufacturée par Ariens.

Ariens est fondé en 1933 par Henry Ariens et ses trois fils, Leon, Steve et Francis. Leur entreprise commence avec la création d'un cultivateur dans leur garage familial. Avec les années, l'entreprise s'est agrandie et s’est spécialisée dans la fabrication de souffleuses et de tondeuses. En 2013, pour les 80 ans de la compagnie, une cérémonie est organisée, et une sculpture est dévoilée.
En décembre 2013, Ariens achète trois marques de W. W. Grainger. Les marques, Gempler's, Ben Meadows et AW Direct, continue cependant d'être vendues sous le même nom. Elles sont officiellement intégrées à leur nouvelle société mère en janvier 2014. Peu après, deux des marques ont été revendues, puis délocalisées hors du Wisconsin, tandis que Gempler's a été élargie. D'août 2018 à mars 2019, l'entreprise entreprend la fermeture de ses facilités de Janesville, entraînant la perte de 141 emplois.
En juin 2021, pour tenter de résoudre le problème de pénurie d'employés qu'elle subit, l'entreprise ouvre une garderie à Brillion pour attirer des familles.

## Produits

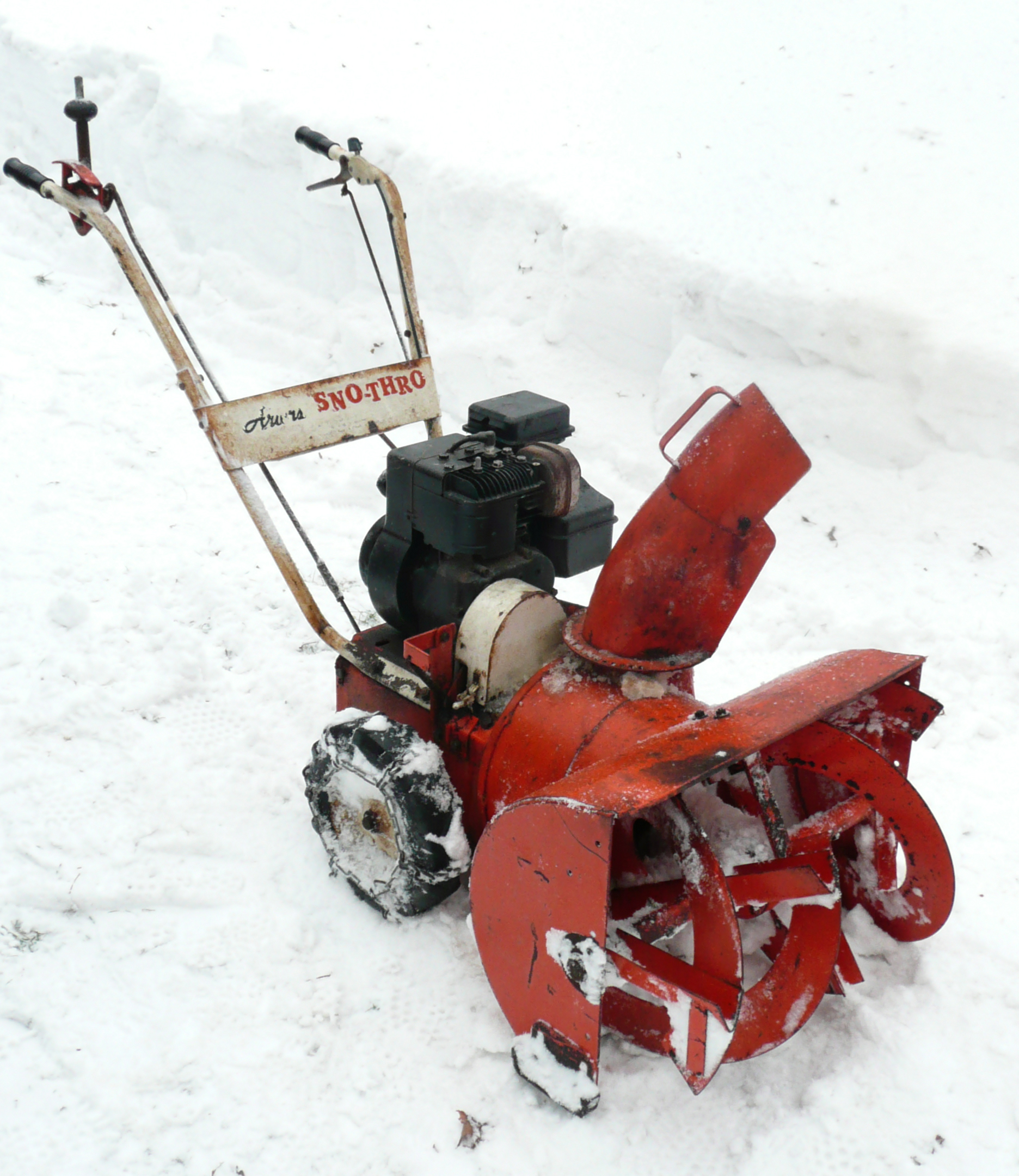
Souffleuse à neige Ariens Sno-Thro datant de 1961.

Ariens est spécialisé dans la fabrication de souffleuses à neige et de tondeuses à gazon. Ils ont cependant aussi fabriqué d'autres produits, comme des tracteurs, motoneiges, etc.